# Rittergut Wülfel

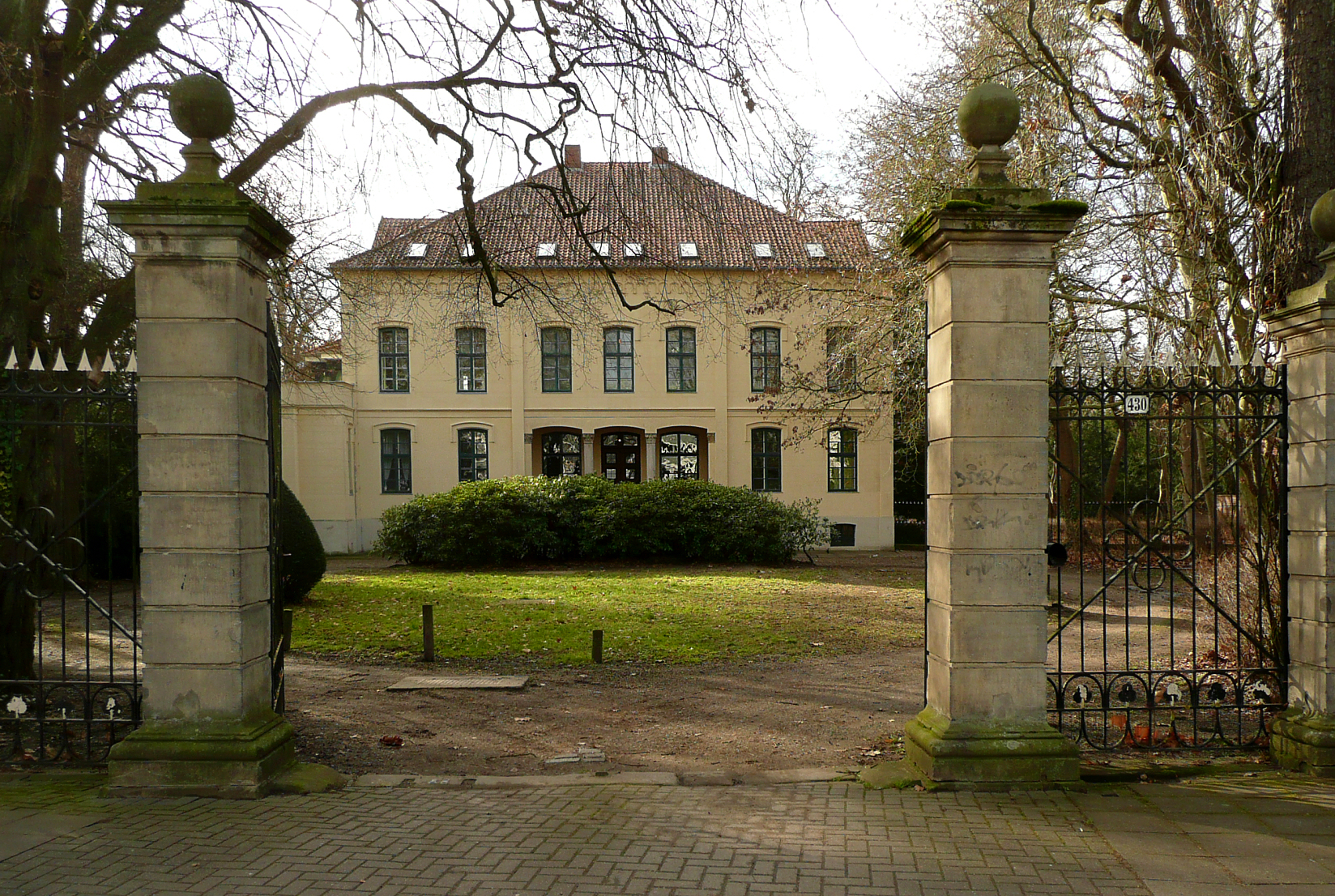
Herrenhaus des Ritterguts Wülfel, 2023

Das Herrenhaus um 1912

Das Rittergut Wülfel ist ein ehemaliges Rittergut im heutigen Stadtteil Wülfel von Hannover.

## Geschichte
Das Dorf Wülfel im sogenannten Kleinen Freien verfügte ursprünglich über mehrere Höfe. Das Rittergut entstand erst sukzessive durch die Vereinigung mehrerer Hofstätten.
1635 verkaufte Bernhard Woldern seinen Hof an Erich Vinthusen, der ihn 1639 an Philipp Lembken weiterveräußerte. Im gleichen Jahr erwarb Lembken auch den Hof der Witwe Lühnden. 1660 kamen beide in den Besitz von Maximilian de Madra. 1671 erwarb sie der Kammerjunker, Kornett der Leibgarde sowie spätere Oberschenk und Oberhofmeister Simon de la Chevallerie. Diesem gelang es 1671, den Meierhof von allen Lasten zu befreien. Somit entstand das adelige Freigut zu Wülfel, das am 15. Juli 1672 durch Herzog Ernst August zu Braunschweig und Lüneburg als Fürst von Calenberg bestätigt wurde. Johann Friedrich von Braunschweig-Calenberg befreite das Gut 1676 von der Jurisdiktion des Amts Koldingen. Durch das von Herzog Ernst August am 19. März 1687 verliehene Privileg wurde es der Calenbergischen und Göttingenschen Ritterschaftsmatrikel einverleibt.
Von 1671 bis 1749 befand sich das Freigut Wülfel, mit Sitz am heutigen Wülfeler Biergarten, im Besitz der Familie de la Chevallerie. Danach wurde es durch den Schlosshauptmann und späteren Oberschenk und Oberhofmarschall Gottlieb Ludwig von Werpup erworben. Außer dem adeligen Freigut kaufte er auch vier pflichtige Höfe, die als „von Hattorfsche Ländereien“ bezeichnet wurden. Ihren Namen hatten sie von der Geheimen Kriegsrätin von Hattorf, geb. von Müller, erhalten, die 1701 von Frau von Sacetôt, geb. de la Chevallerie zunächst einen Hof, später die drei übrigen gekauft hatte. Das heutige Herrenhaus entstand in der Mitte des 18. Jahrhunderts und wurde 1852 aufgestockt.
Den gesamten Werpupp’schen Besitz, bestehend aus dem Freigut und den von Hattorfschen Ländereien, erbte schließlich die Ehefrau des Oberappellationsgerichtspräsidenten von Wallmoden, eine geborene von Werpupp. 1797 wurden die vier pflichtigen Höfe an den Freisassen Heinrich Wilhelm Bartmer veräußert. Im Besitz der Familie von Wallmoden blieben nur das adelige Freigut und der von Frau von Hattorf errichtete Sommersitz (das Gutsgebäude), der dadurch mit dem Freigut verbunden wurde. Das Wohnhaus wurde zum Castrum des Ritterguts.
Bis 1813 blieb das Gut im Besitz der Familie von Wallmoden. Nach mehreren weiteren Besitzwechseln wurde das Gut im Januar 1829 von der Witwe des Generals von Oldershausen durch die Familie Fontaine erworben, die 1873 bis 1886 auch den größten Teil des Freigutes zurückkaufte.
1892 wurde das Gut als „Rittergut Wülfel“ erneut in die Matrikel der Calenberg-Göttingen-Grubenhagenschen Ritterschaft eingetragen.

## Gutsanlage
Das Gutshaus am südlichen Ortsausgang, ein rechteckiges zweistöckiges Wohnhaus, dessen Hochparterre auf Kreuzgewölben ruht, wurde 1733 durch Frau von Hattorf erbaut. 1852 erfolgte ein Umbau. Umgeben ist das Haus von einem Park mit Gartenanlagen.
Zum Gut gehörten (1912) 102 Hektar 33 Ar Land.
Die Erben der Frau von Hattorf veräußerten das Castrum. Nachfolgende Besitzer waren:
- 1744 bis 1813: Oberhofmarschall Gottlieb Ludewig von Werpup und dann seit 1792 seine Tochter Eleonore von Wallmoden, geb. von Werpup
- 1813 bis 1816: Mühlenmeister Johann Erich Seebaum
- 1816 bis 1820: Major Moritz von Müller
- 1820 bis 1829: Friederike Freifrau von Oldershausen, geb. von Wurmb. Sie ist die vierfache Urgroßmutter von Wilhelm-Alexander König der Niederlande.
- seit 1829: fürstlich-waldeckischer Rat Dr. jur. Ernst Müller und Nachkommen.